# Gira Angola
La Gira Angola (o Girangola), detta anche Segundona, è il secondo livello del campionato angolano di calcio. Fu fondata nel 2008 e prevede la partecipazione delle squadre che vincono i vari campionati regionali del paese. È organizzato dalla Federazione calcistica dell'Angola (FAF).

## Formula
Le prime due stagioni si sono svolte con la formula dei tre gironi all'italiana da 6 squadre ciascuno, le 3 squadre vincenti di ciascun gruppo ottenevano la promozione nella Girabola. Dal 2010 il formato è variato: i gruppi sono stati ridotti a 2 (da 9 squadre ciascuno) e la promozione viene assegnata ai club che chiudono la stagione al primo posto dei rispettivi raggruppamenti, le seconde classificate si affrontano invece in uno spareggio disputato con gara di andata e di ritorno dal quale esce la terza promossa in massima serie.
Il formato originario prevedeva 18 partecipanti, una squadra per ogni campionato provinciale del paese.
La stagione 2010 si è aperta con 18 squadre partecipanti, nel corso del torneo tre dei club partecipanti sono stati esclusi per diversi motivi facendo scendere il totale a 15 squadre (8 nel gruppo A, 7 nel gruppo B). La stagione 2011 si è invece aperta con 16 squadre partecipanti. Nel 2012 il numero delle partecipanti è salito a 25.
Dal 2011 le due squadre prime classificate nei rispettivi gruppi si affrontano in una gara di finale per stabilire il campione della seconda divisione.
Dal 2013 si è tornati alla formula con tre gruppi distinti, i vincitori di ciascun raggruppamento ottengono la promozione, inoltre le tre squadre si affrontano in un torneo triangolare per determinare la squadra campione della seconda divisione.
Nella stagione 2024, le 12 squadre partecipanti sono divise in 2 gruppi da 6 partecipanti ciascuno. Dopo 10 giornate, le prime due classificate dei rispettivi gironi si affrontano in semifinale e le vincenti si giocano la finale per il titolo.

## Squadre
Stagione 2024.

### Série A
- ASK Dragão
- Carmona
- Guicoss
- Luanda City
- Nedji
- Nzaji

### Série B
- Ferrovia do Huambo
- Isaac de Benguela
- Pedra d'Água
- Recreativo do Quela
- Sporting Benguela
- Sporting Bié

## Albo d'oro

### Squadre promosse in Girabola
| Stagione |                  |                 |                     |
| Stagione | Gruppo A         | Gruppo B        | Gruppo C            |
| -------- | ---------------- | --------------- | ------------------- |
| 2008     | Académica Lobito | Académica Soyo  | Recreativo da Caála |
| 2009     | Cabinda          | Benfica Lubango | Sagrada Esperança   |

| Stagione |                  |                    |                    |
| Stagione | Gruppo A         | Gruppo B           | Vincente spareggio |
| -------- | ---------------- | ------------------ | ------------------ |
| 2010     | Progresso        | Primeiro de Maio   | Académica Lobito   |
| 2011     | Sporting Cabinda | Atlético do Namibe | Nacional Benguela  |
| 2012     | Porcelana        | Desportivo Huíla   | Primeiro de Maio   |

| Stagione |                  |                  |                |
| Stagione | Gruppo A         | Gruppo B         | Gruppo C       |
| -------- | ---------------- | ---------------- | -------------- |
| 2013     | Sporting Cabinda | Benfica Lubango  | União do Uíge  |
| 2014     | Domant           | Académica Lobito | Progresso L.S. |

| Stagione |                      |                  |                      |
| Stagione | Gruppo A             | Gruppo B         | Vincente spareggio   |
| -------- | -------------------- | ---------------- | -------------------- |
| 2015     | Porcelana            | Primeiro de Maio | 4 de Abril           |
| 2016     | Santa Rita de Cássia | Bravos do Maquis | JGM                  |
| 2017     | Domant               | Casa Militar     | Sporting Cabinda     |
| 2018     | Aviação              | Bikuku           | Santa Rita de Cássia |

| Stagione |                    |                      |                    |
| Stagione | Campione           | Secondo classificato | Terzo classificato |
| -------- | ------------------ | -------------------- | ------------------ |
| 2019     | Ferrovia do Huambo | Benfica Lubango      | Primeiro de Maio   |

| Stagione |                   |
| Stagione | Campione          |
| -------- | ----------------- |
| 2020     | Baixa de Cassanje |

| Stagione |           |                   |                      |
| Stagione | Gruppo A  | Gruppo B          | Gruppo C             |
| -------- | --------- | ----------------- | -------------------- |
| 2021     | Kabuscorp | Sporting Benguela | Desportivo Lunda Sul |

| Stagione |                      |                   |                    |
| Stagione | Gruppo A             | Gruppo B          | Vincente spareggio |
| -------- | -------------------- | ----------------- | ------------------ |
| 2022     | Santa Rita de Cássia | Isaac de Benguela | ASK Dragão         |
| 2023     | São Salvador         | União de Malanje  | Kabuscorp          |
| 2024     | Carmona              | Isaac de Benguela | Luanda City        |

### Finali per il titolo
| Anno | Campione                  | Risultato                 | Finalista                        |  |
| ---- | ------------------------- | ------------------------- | -------------------------------- |  |
| 2008 | finale non disputata      | finale non disputata      | finale non disputata             |  |
| 2009 | finale non disputata      | finale non disputata      | finale non disputata             |  |
| 2010 | finale non disputata      | finale non disputata      | finale non disputata             |  |
|      |                           |                           |                                  |  |
| 2011 | Sporting Cabinda          | 1 - 0                     | Atlético do Namibe               |  |
| 2012 | Porcelana                 | 2 - 1                     | Desportivo Huíla                 |  |
|      |                           |                           |                                  |  |
| 2013 | Sporting Cabinda          | triangolare finale        | triangolare finale               |  |
| 2014 | Académica Lobito          | triangolare finale        | triangolare finale               |  |
|      |                           |                           |                                  |  |
| 2015 | Primeiro de Maio          | 1 - 0                     | Porcelana                        |  |
| 2016 | Santa Rita de Cássia      | 3 - 2                     | Bravos do Maquis                 |  |
| 2017 | Domant                    | 3 - 1                     | Casa Militar                     |  |
| 2018 | Aviação                   | 2 - 1                     | Bikuku                           |  |
|      |                           |                           |                                  |  |
| 2019 | campionato a girone unico | campionato a girone unico | campionato a girone unico        |  |
| 2020 | competizione non conclusa | competizione non conclusa | competizione non conclusa        |  |
| 2021 | finale non disputata      | finale non disputata      | finale non disputata             |  |
|      |                           |                           |                                  |  |
| 2022 | Santa Rita de Cássia      | 2 - 0                     | Isaac de Benguela                |  |
| 2023 | São Salvador              | 2 - 1                     | Template:Calcio Uniao de Malanje |  |
| 2024 | Isaac de Benguela         | 2 - 2 (4-2 dtr)           | Carmona                          |  |